# Globar
Globar ist als Warenzeichen für Widerstands-Heizelemente aus Siliziumcarbid in den allgemeinen Sprachgebrauch gelangt. Mit solchen Heizelementen lassen sich auch an Luft (Sauerstoffeinfluss) vergleichsweise hohe Temperaturen erreichen. Globars werden auch als Strahlungsquelle im mittleren und fernen Infrarot verwendet.

## Aufbau und Anwendung
Der Globar ist ein elektrisch auf 980 bis 1650 Grad Celsius erhitzter Siliziumcarbid-Stab von ca. 5–8 mm Breite und ca. 20–50 mm Länge, der Strahlung von 4 bis 15 µm Wellenlänge wegen des hohen Emissionsgrades spektral homogen emittiert. 
Globars werden außer als Heizelement für Hochtemperatur-Öfen in oxidierender Atmosphäre bei der Infrarotspektroskopie als thermische Lichtquellen genutzt, da ihr spektrales Verhalten annähernd dem eines planckschen Strahlers (oder auch schwarzen Strahlers) entspricht. Alternative Lichtquellen im mittleren Infrarot sind Nernststifte oder Wendeln aus Chrom-Nickel-Legierungen.

## Name
Das Kunstwort Globar stammt aus dem Englischen und ist angelehnt an die Zusammenziehung der beiden Worte „glow“ (dt. „Glühen“) und „bar“ (dt. „Stab“); damit ist es auch ein Kofferwort. Im englischen Sprachraum wird daher oft auch die (falsche) Schreibweise „glowbar“ verwendet.
Die American Resistor Company in Milwaukee, Wisconsin, ließ sich das Wort und den Schriftzug Globar (in einem Schreibschrift-Font) beim United States Patent and Trademark Office am 30. Juni 1925 unter der Registrierungs-Nummer 200201 sowie am 18. Oktober 1927 unter Nr. 234147 als geschütztes Warenzeichen eintragen. Heute ist der Eigner der Marke die Firma Sandvik AB (Schweden).